# Bobby Darin
Bobby Darin (14. května 1936 New York – 20. prosince 1973 Los Angeles) byl americký zpěvák, skladatel, hudebník a herec, jehož život poznamenala srdeční choroba způsobená v dětství prodělanou revmatickou horečkou. Jako účastník prezidentské kampaně byl v noci ze 4. na 5. června 1968 přítomen v Los Angeles při atentátu na Roberta Kennedyho.

## Život a kariéra
Teprve v roce 1968 se dověděl, že byl vychováván svou babičkou, bývalou vaudevillovou zpěvačkou, a že je dítětem své o 17 let starší údajné sestry. Jeho pěvecké začátky se datují do středoškolských studií na Bronx High School, větší úspěch zaznamenala v roce 1958 píseň „Splish Splash“.
V české verzi jsou známy například nahrávky „Mack The Knife“ („Mackie Messer“), „If I Were a Carpenter“ („Kdybych já byl kovářem“), „Clementine“ aj.
Své umělecké jméno údajně odvodil od svítící části reklamy „Mandarin“.